# Unicodeblock Verschiedene technische Zeichen
Der Unicodeblock Verschiedene technische Zeichen (Miscellaneous Technical, U+2300 bis U+23FF) enthält Symbole für technische Zeichnungen, Kartographie, EDV und anderes. Insbesondere stellen die 69 Zeichen U+2336 bis U+237A den Zeichensatz der Programmiersprache APL dar. Unicodenummern in Hexadezimaldarstellung; Ziffern in Klammer: Dezimaldarstellung. Ein Teil der Zeichen ist in den Normen ISO 7000 und IEC 60417 verankert.

## Liste
| Unicodenummer | Zeichen (400 %) | Kategorie                             | Bidirektionale Klasse     | Offizielle Bezeichnung                                   | Beschreibung                                                                                  |
| ------------- | --------------- | ------------------------------------- | ------------------------- | -------------------------------------------------------- | --------------------------------------------------------------------------------------------- |
| U+2300 (8960) | ⌀               | anderes Symbol                        | anderes neutrales Zeichen | DIAMETER SIGN                                            | Durchmesserzeichen oder Durchschnittszeichen                                                  |
| U+2301 (8961) | ⌁               | anderes Symbol                        | anderes neutrales Zeichen | ELECTRIC ARROW                                           | Elektrischer Pfeil                                                                            |
| U+2302 (8962) | ⌂               | anderes Symbol                        | anderes neutrales Zeichen | HOUSE                                                    | Haus                                                                                          |
| U+2303 (8963) | ⌃               | anderes Symbol                        | anderes neutrales Zeichen | UP ARROWHEAD                                             | Pfeilspitze aufwärts                                                                          |
| U+2304 (8964) | ⌄               | anderes Symbol                        | anderes neutrales Zeichen | DOWN ARROWHEAD                                           | Pfeilspitze abwärts                                                                           |
| U+2305 (8965) | ⌅               | anderes Symbol                        | anderes neutrales Zeichen | PROJECTIVE                                               | Projektiv                                                                                     |
| U+2306 (8966) | ⌆               | anderes Symbol                        | anderes neutrales Zeichen | PERSPECTIVE                                              | Perspektive                                                                                   |
| U+2307 (8967) | ⌇               | anderes Symbol                        | anderes neutrales Zeichen | WAVY LINE                                                | Wellenlinie                                                                                   |
| U+2308 (8968) | ⌈               | mathematisches Symbol                 | anderes neutrales Zeichen | LEFT CEILING                                             | Linke Aufrundungsklammer                                                                      |
| U+2309 (8969) | ⌉               | mathematisches Symbol                 | anderes neutrales Zeichen | RIGHT CEILING                                            | Rechte Aufrundungsklammer                                                                     |
| U+230A (8970) | ⌊               | mathematisches Symbol                 | anderes neutrales Zeichen | LEFT FLOOR                                               | Linke Abrundungsklammer                                                                       |
| U+230B (8971) | ⌋               | mathematisches Symbol                 | anderes neutrales Zeichen | RIGHT FLOOR                                              | Rechte Abrundungsklammer (siehe Gaußklammer)                                                  |
| U+230C (8972) | ⌌               | anderes Symbol                        | anderes neutrales Zeichen | BOTTOM RIGHT CROP                                        | Unterer rechter Abschnitt                                                                     |
| U+230D (8973) | ⌍               | anderes Symbol                        | anderes neutrales Zeichen | BOTTOM LEFT CROP                                         | Unterer linker Abschnitt                                                                      |
| U+230E (8974) | ⌎               | anderes Symbol                        | anderes neutrales Zeichen | TOP RIGHT CROP                                           | Oberer rechter Abschnitt                                                                      |
| U+230F (8975) | ⌏               | anderes Symbol                        | anderes neutrales Zeichen | TOP LEFT CROP                                            | Oberer linker Abschnitt                                                                       |
| U+2310 (8976) | ⌐               | anderes Symbol                        | anderes neutrales Zeichen | REVERSED NOT SIGN                                        | Gespiegeltes Nicht-Zeichen                                                                    |
| U+2311 (8977) | ⌑               | anderes Symbol                        | anderes neutrales Zeichen | SQUARE LOZENGE                                           | Eckige Raute, Kissen                                                                          |
| U+2312 (8978) | ⌒               | anderes Symbol                        | anderes neutrales Zeichen | ARC                                                      | Bogen                                                                                         |
| U+2313 (8979) | ⌓               | anderes Symbol                        | anderes neutrales Zeichen | SEGMENT                                                  | Segment                                                                                       |
| U+2314 (8980) | ⌔               | anderes Symbol                        | anderes neutrales Zeichen | SECTOR                                                   | Sektor                                                                                        |
| U+2315 (8981) | ⌕               | anderes Symbol                        | anderes neutrales Zeichen | TELEPHONE RECORDER                                       | Anrufbeantworter                                                                              |
| U+2316 (8982) | ⌖               | anderes Symbol                        | anderes neutrales Zeichen | POSITION INDICATOR                                       | Positionsindikator                                                                            |
| U+2317 (8983) | ⌗               | anderes Symbol                        | anderes neutrales Zeichen | VIEWDATA SQUARE                                          | Viewdata-Raute (Videotex-Raute), Raute (siehe Telefontastatur)                                |
| U+2318 (8984) | ⌘               | anderes Symbol                        | anderes neutrales Zeichen | PLACE OF INTEREST SIGN                                   | Schleifenquadrat                                                                              |
| U+2319 (8985) | ⌙               | anderes Symbol                        | anderes neutrales Zeichen | TURNED NOT SIGN                                          | Gedrehtes Nicht-Zeichen                                                                       |
| U+231A (8986) | ⌚              | anderes Symbol                        | anderes neutrales Zeichen | WATCH                                                    | Armbanduhr                                                                                    |
| U+231B (8987) | ⌛              | anderes Symbol                        | anderes neutrales Zeichen | HOURGLASS                                                | Sanduhr                                                                                       |
| U+231C (8988) | ⌜               | anderes Symbol                        | anderes neutrales Zeichen | TOP LEFT CORNER                                          | Obere linke Ecke                                                                              |
| U+231D (8989) | ⌝               | anderes Symbol                        | anderes neutrales Zeichen | TOP RIGHT CORNER                                         | Obere rechte Ecke                                                                             |
| U+231E (8990) | ⌞               | anderes Symbol                        | anderes neutrales Zeichen | BOTTOM LEFT CORNER                                       | Untere linke Ecke                                                                             |
| U+231F (8991) | ⌟               | anderes Symbol                        | anderes neutrales Zeichen | BOTTOM RIGHT CORNER                                      | Untere rechte Ecke                                                                            |
| U+2320 (8992) | ⌠               | mathematisches Symbol                 | anderes neutrales Zeichen | TOP HALF INTEGRAL                                        | Obere Hälfte eines Integrals                                                                  |
| U+2321 (8993) | ⌡               | mathematisches Symbol                 | anderes neutrales Zeichen | BOTTOM HALF INTEGRAL                                     | Untere Hälfte eines Integrals                                                                 |
| U+2322 (8994) | ⌢               | anderes Symbol                        | anderes neutrales Zeichen | FROWN                                                    | Schlechte Laune                                                                               |
| U+2323 (8995) | ⌣               | anderes Symbol                        | anderes neutrales Zeichen | SMILE                                                    | Gute Laune                                                                                    |
| U+2324 (8996) | ⌤               | anderes Symbol                        | anderes neutrales Zeichen | UP ARROWHEAD BETWEEN TWO HORIZONTAL BARS                 | Pfeilspitze aufwärts zwischen zwei Querstrichen (Enter-Taste)                                 |
| U+2325 (8997) | ⌥               | anderes Symbol                        | anderes neutrales Zeichen | OPTION KEY                                               | Optionstaste                                                                                  |
| U+2326 (8998) | ⌦               | anderes Symbol                        | anderes neutrales Zeichen | ERASE TO THE RIGHT                                       | Entfernen-Taste                                                                               |
| U+2327 (8999) | ⌧               | anderes Symbol                        | anderes neutrales Zeichen | X IN A RECTANGLE BOX                                     | X in einem Rechteck                                                                           |
| U+2328 (9000) | ⌨               | anderes Symbol                        | anderes neutrales Zeichen | KEYBOARD                                                 | Tastatur                                                                                      |
| U+2329 (9001) | 〈              | öffnende Punktierung (eines Paars)    | anderes neutrales Zeichen | LEFT-POINTING ANGLE BRACKET                              | Linke spitze Klammer                                                                          |
| U+232A (9002) | 〉              | schließende Punktierung (eines Paars) | anderes neutrales Zeichen | RIGHT-POINTING ANGLE BRACKET                             | Rechte spitze Klammer                                                                         |
| U+232B (9003) | ⌫               | anderes Symbol                        | anderes neutrales Zeichen | ERASE TO THE LEFT                                        | Backspace-Taste                                                                               |
| U+232C (9004) | ⌬               | anderes Symbol                        | anderes neutrales Zeichen | BENZENE RING                                             | Benzolring                                                                                    |
| U+232D (9005) | ⌭               | anderes Symbol                        | anderes neutrales Zeichen | CYLINDRICITY                                             | Zylindrizität                                                                                 |
| U+232E (9006) | ⌮               | anderes Symbol                        | anderes neutrales Zeichen | ALL AROUND-PROFILE                                       | Ringsum-verlaufende Nähte                                                                     |
| U+232F (9007) | ⌯               | anderes Symbol                        | anderes neutrales Zeichen | SYMMETRY                                                 | Symmetrie                                                                                     |
| U+2330 (9008) | ⌰               | anderes Symbol                        | anderes neutrales Zeichen | TOTAL RUNOUT                                             | Gesamtlauf                                                                                    |
| U+2331 (9009) | ⌱               | anderes Symbol                        | anderes neutrales Zeichen | DIMENSION ORIGIN                                         | Dimensionsursprung                                                                            |
| U+2332 (9010) | ⌲               | anderes Symbol                        | anderes neutrales Zeichen | CONICAL TAPER                                            | Kegelsymbol                                                                                   |
| U+2333 (9011) | ⌳               | anderes Symbol                        | anderes neutrales Zeichen | SLOPE                                                    | Neigungssymbol                                                                                |
| U+2334 (9012) | ⌴               | anderes Symbol                        | anderes neutrales Zeichen | COUNTERBORE                                              | Senkung                                                                                       |
| U+2335 (9013) | ⌵               | anderes Symbol                        | anderes neutrales Zeichen | COUNTERSINK                                              | Spitzsenkung                                                                                  |
| U+2336 (9014) | ⌶               | anderes Symbol                        | links nach rechts         | APL FUNCTIONAL SYMBOL I-BEAM                             | APL-Funktionssymbol „I-Beam“                                                                  |
| U+2337 (9015) | ⌷               | anderes Symbol                        | links nach rechts         | APL FUNCTIONAL SYMBOL SQUISH QUAD                        | APL-Funktionssymbol „zusammengequetschtes Quadrat“                                            |
| U+2338 (9016) | ⌸               | anderes Symbol                        | links nach rechts         | APL FUNCTIONAL SYMBOL QUAD EQUAL                         | APL-Funktionssymbol „Quadrat mit Gleichheitszeichen“                                          |
| U+2339 (9017) | ⌹               | anderes Symbol                        | links nach rechts         | APL FUNCTIONAL SYMBOL QUAD DIVIDE                        | APL-Funktionssymbol „Quadrat mit Division“                                                    |
| U+233A (9018) | ⌺               | anderes Symbol                        | links nach rechts         | APL FUNCTIONAL SYMBOL QUAD DIAMOND                       | APL-Funktionssymbol „Quadrat mit Karo“                                                        |
| U+233B (9019) | ⌻               | anderes Symbol                        | links nach rechts         | APL FUNCTIONAL SYMBOL QUAD JOT                           | APL-Funktionssymbol „Quadrat mit kleinem Kreis“                                               |
| U+233C (9020) | ⌼               | anderes Symbol                        | links nach rechts         | APL FUNCTIONAL SYMBOL QUAD CIRCLE                        | APL-Funktionssymbol „Quadrat mit Kreis“                                                       |
| U+233D (9021) | ⌽               | anderes Symbol                        | links nach rechts         | APL FUNCTIONAL SYMBOL CIRCLE STILE                       | APL-Funktionssymbol „Kreis mit Stiel“                                                         |
| U+233E (9022) | ⌾               | anderes Symbol                        | links nach rechts         | APL FUNCTIONAL SYMBOL CIRCLE JOT                         | APL-Funktionssymbol „Kreis mit kleinem Kreis“                                                 |
| U+233F (9023) | ⌿               | anderes Symbol                        | links nach rechts         | APL FUNCTIONAL SYMBOL SLASH BAR                          | APL-Funktionssymbol „Schrägstrich mit Querstrich“                                             |
| U+2340 (9024) | ⍀               | anderes Symbol                        | links nach rechts         | APL FUNCTIONAL SYMBOL BACKSLASH BAR                      | APL-Funktionssymbol „umgekehrter Schrägstrich mit Querstrich“                                 |
| U+2341 (9025) | ⍁               | anderes Symbol                        | links nach rechts         | APL FUNCTIONAL SYMBOL QUAD SLASH                         | APL-Funktionssymbol „Quadrat mit Schrägstrich“                                                |
| U+2342 (9026) | ⍂               | anderes Symbol                        | links nach rechts         | APL FUNCTIONAL SYMBOL QUAD BACKSLASH                     | APL-Funktionssymbol „Quadrat mit umgekehrtem Schrägstrich“                                    |
| U+2343 (9027) | ⍃               | anderes Symbol                        | links nach rechts         | APL FUNCTIONAL SYMBOL QUAD LESS-THAN                     | APL-Funktionssymbol „Quadrat mit Kleiner-Als-Zeichen“                                         |
| U+2344 (9028) | ⍄               | anderes Symbol                        | links nach rechts         | APL FUNCTIONAL SYMBOL QUAD GREATER-THAN                  | APL-Funktionssymbol „Quadrat mit Größer-Als-Zeichen“                                          |
| U+2345 (9029) | ⍅               | anderes Symbol                        | links nach rechts         | APL FUNCTIONAL SYMBOL LEFTWARDS VANE                     | APL-Funktionssymbol „Kreuz mit Pfeil nach links“                                              |
| U+2346 (9030) | ⍆               | anderes Symbol                        | links nach rechts         | APL FUNCTIONAL SYMBOL RIGHTWARDS VANE                    | APL-Funktionssymbol „Kreuz mit Pfeil nach rechts“                                             |
| U+2347 (9031) | ⍇               | anderes Symbol                        | links nach rechts         | APL FUNCTIONAL SYMBOL QUAD LEFTWARDS ARROW               | APL-Funktionssymbol „Quadrat mit Pfeil nach links“                                            |
| U+2348 (9032) | ⍈               | anderes Symbol                        | links nach rechts         | APL FUNCTIONAL SYMBOL QUAD RIGHTWARDS ARROW              | APL-Funktionssymbol „Quadrat mit Pfeil nach rechts“                                           |
| U+2349 (9033) | ⍉               | anderes Symbol                        | links nach rechts         | APL FUNCTIONAL SYMBOL CIRCLE BACKSLASH                   | APL-Funktionssymbol „Kreis mit umgekehrtem Schrägstrich“                                      |
| U+234A (9034) | ⍊               | anderes Symbol                        | links nach rechts         | APL FUNCTIONAL SYMBOL DOWN TACK UNDERBAR                 | APL-Funktionssymbol „unterstrichene Halbkreuzung nach unten“                                  |
| U+234B (9035) | ⍋               | anderes Symbol                        | links nach rechts         | APL FUNCTIONAL SYMBOL DELTA STILE                        | APL-Funktionssymbol „Delta mit Stiel“                                                         |
| U+234C (9036) | ⍌               | anderes Symbol                        | links nach rechts         | APL FUNCTIONAL SYMBOL QUAD DOWN CARET                    | APL-Funktionssymbol „Quadrat mit Pfeil nach oben“                                             |
| U+234D (9037) | ⍍               | anderes Symbol                        | links nach rechts         | APL FUNCTIONAL SYMBOL QUAD DELTA                         | APL-Funktionssymbol „Quadrat mit Delta“                                                       |
| U+234E (9038) | ⍎               | anderes Symbol                        | links nach rechts         | APL FUNCTIONAL SYMBOL DOWN TACK JOT                      | APL-Funktionssymbol „Halbkreuzung nach unten mit kleinem Kreis“                               |
| U+234F (9039) | ⍏               | anderes Symbol                        | links nach rechts         | APL FUNCTIONAL SYMBOL UPWARDS VANE                       | APL-Funktionssymbol „Kreuz mit Pfeil nach oben“                                               |
| U+2350 (9040) | ⍐               | anderes Symbol                        | links nach rechts         | APL FUNCTIONAL SYMBOL QUAD UPWARDS ARROW                 | APL-Funktionssymbol „Quadrat mit Pfeil nach oben“                                             |
| U+2351 (9041) | ⍑               | anderes Symbol                        | links nach rechts         | APL FUNCTIONAL SYMBOL UP TACK OVERBAR                    | APL-Funktionssymbol „Halbkreuzung nach oben mit Oberstrich“                                   |
| U+2352 (9042) | ⍒               | anderes Symbol                        | links nach rechts         | APL FUNCTIONAL SYMBOL DEL STILE                          | APL-Funktionssymbol „vertikaler Strich mit umgedrehtem Delta“                                 |
| U+2353 (9043) | ⍓               | anderes Symbol                        | links nach rechts         | APL FUNCTIONAL SYMBOL QUAD UP CARET                      | APL-Funktionssymbol „Quadrat mit Pfeil nach oben“                                             |
| U+2354 (9044) | ⍔               | anderes Symbol                        | links nach rechts         | APL FUNCTIONAL SYMBOL QUAD DEL                           | APL-Funktionssymbol „Quadrat mit umgedrehtes Delta“                                           |
| U+2355 (9045) | ⍕               | anderes Symbol                        | links nach rechts         | APL FUNCTIONAL SYMBOL UP TACK JOT                        | APL-Funktionssymbol „Halbkreuzung nach oben mit kleinem Kreis“                                |
| U+2356 (9046) | ⍖               | anderes Symbol                        | links nach rechts         | APL FUNCTIONAL SYMBOL DOWNWARDS VANE                     | APL-Funktionssymbol „Kreuz mit Pfeil nach unten“                                              |
| U+2357 (9047) | ⍗               | anderes Symbol                        | links nach rechts         | APL FUNCTIONAL SYMBOL QUAD DOWNWARDS ARROW               | APL-Funktionssymbol „Quadrat mit Pfeil nach unten“                                            |
| U+2358 (9048) | ⍘               | anderes Symbol                        | links nach rechts         | APL FUNCTIONAL SYMBOL QUOTE UNDERBAR                     | APL-Funktionssymbol „unterstrichener Apostroph“                                               |
| U+2359 (9049) | ⍙               | anderes Symbol                        | links nach rechts         | APL FUNCTIONAL SYMBOL DELTA UNDERBAR                     | APL-Funktionssymbol „unterstrichenes Delta“                                                   |
| U+235A (9050) | ⍚               | anderes Symbol                        | links nach rechts         | APL FUNCTIONAL SYMBOL DIAMOND UNDERBAR                   | APL-Funktionssymbol „unterstrichenes Karo“                                                    |
| U+235B (9051) | ⍛               | anderes Symbol                        | links nach rechts         | APL FUNCTIONAL SYMBOL JOT UNDERBAR                       | APL-Funktionssymbol „unterstrichener kleiner Kreis“                                           |
| U+235C (9052) | ⍜               | anderes Symbol                        | links nach rechts         | APL FUNCTIONAL SYMBOL CIRCLE UNDERBAR                    | APL-Funktionssymbol „unterstrichener Kreis“                                                   |
| U+235D (9053) | ⍝               | anderes Symbol                        | links nach rechts         | APL FUNCTIONAL SYMBOL UP SHOE JOT                        | APL-Funktionssymbol „Halbkreis mit kleinem Kreis“                                             |
| U+235E (9054) | ⍞               | anderes Symbol                        | links nach rechts         | APL FUNCTIONAL SYMBOL QUOTE QUAD                         | APL-Funktionssymbol „Quadrat mit Apostroph“                                                   |
| U+235F (9055) | ⍟               | anderes Symbol                        | links nach rechts         | APL FUNCTIONAL SYMBOL CIRCLE STAR                        | APL-Funktionssymbol „Kreis mit Stern“                                                         |
| U+2360 (9056) | ⍠               | anderes Symbol                        | links nach rechts         | APL FUNCTIONAL SYMBOL QUAD COLON                         | APL-Funktionssymbol „Quadrat mit Doppelpunkt“                                                 |
| U+2361 (9057) | ⍡               | anderes Symbol                        | links nach rechts         | APL FUNCTIONAL SYMBOL UP TACK DIAERESIS                  | APL-Funktionssymbol „Halbkreuzung mit Trema“                                                  |
| U+2362 (9058) | ⍢               | anderes Symbol                        | links nach rechts         | APL FUNCTIONAL SYMBOL DEL DIAERESIS                      | APL-Funktionssymbol „umgedrehtes Delta mit Trema“                                             |
| U+2363 (9059) | ⍣               | anderes Symbol                        | links nach rechts         | APL FUNCTIONAL SYMBOL STAR DIAERESIS                     | APL-Funktionssymbol „Stern mit Trema“                                                         |
| U+2364 (9060) | ⍤               | anderes Symbol                        | links nach rechts         | APL FUNCTIONAL SYMBOL JOT DIAERESIS                      | APL-Funktionssymbol „kleiner Kreis mit Trema“                                                 |
| U+2365 (9061) | ⍥               | anderes Symbol                        | links nach rechts         | APL FUNCTIONAL SYMBOL CIRCLE DIAERESIS                   | APL-Funktionssymbol „Kreis mit Trema“                                                         |
| U+2366 (9062) | ⍦               | anderes Symbol                        | links nach rechts         | APL FUNCTIONAL SYMBOL DOWN SHOE STILE                    | APL-Funktionssymbol „Halbkreis nach unten mit Stiel“                                          |
| U+2367 (9063) | ⍧               | anderes Symbol                        | links nach rechts         | APL FUNCTIONAL SYMBOL LEFT SHOE STILE                    | APL-Funktionssymbol „Halbkreis nach links mit Stiel“                                          |
| U+2368 (9064) | ⍨               | anderes Symbol                        | links nach rechts         | APL FUNCTIONAL SYMBOL TILDE DIAERESIS                    | APL-Funktionssymbol „Tilde mit Trema“                                                         |
| U+2369 (9065) | ⍩               | anderes Symbol                        | links nach rechts         | APL FUNCTIONAL SYMBOL GREATER-THAN DIAERESIS             | APL-Funktionssymbol „Größer-Als-Zeichen mit Trema“                                            |
| U+236A (9066) | ⍪               | anderes Symbol                        | links nach rechts         | APL FUNCTIONAL SYMBOL COMMA BAR                          | APL-Funktionssymbol „Komma mit Querstrich“                                                    |
| U+236B (9067) | ⍫               | anderes Symbol                        | links nach rechts         | APL FUNCTIONAL SYMBOL DEL TILDE                          | APL-Funktionssymbol „umgedrehtes Delta mit Tilde“                                             |
| U+236C (9068) | ⍬               | anderes Symbol                        | links nach rechts         | APL FUNCTIONAL SYMBOL ZILDE                              | APL-Funktionssymbol „O mit Tilde“                                                             |
| U+236D (9069) | ⍭               | anderes Symbol                        | links nach rechts         | APL FUNCTIONAL SYMBOL STILE TILDE                        | APL-Funktionssymbol „Stiel mit Tilde“                                                         |
| U+236E (9070) | ⍮               | anderes Symbol                        | links nach rechts         | APL FUNCTIONAL SYMBOL SEMICOLON UNDERBAR                 | APL-Funktionssymbol „unterstrichenes Semikolon“                                               |
| U+236F (9071) | ⍯               | anderes Symbol                        | links nach rechts         | APL FUNCTIONAL SYMBOL QUAD NOT EQUAL                     | APL-Funktionssymbol „Quadrat mit durchgestrichenem Gleichheitszeichen“                        |
| U+2370 (9072) | ⍰               | anderes Symbol                        | links nach rechts         | APL FUNCTIONAL SYMBOL QUAD QUESTION                      | APL-Funktionssymbol „Quadrat mit Fragezeichen“                                                |
| U+2371 (9073) | ⍱               | anderes Symbol                        | links nach rechts         | APL FUNCTIONAL SYMBOL DOWN CARET TILDE                   | APL-Funktionssymbol „Pfeilspitze nach unten mit Tilde“                                        |
| U+2372 (9074) | ⍲               | anderes Symbol                        | links nach rechts         | APL FUNCTIONAL SYMBOL UP CARET TILDE                     | APL-Funktionssymbol „Pfeilspitze nach oben mit Tilde“                                         |
| U+2373 (9075) | ⍳               | anderes Symbol                        | links nach rechts         | APL FUNCTIONAL SYMBOL IOTA                               | APL-Funktionssymbol „Iota“                                                                    |
| U+2374 (9076) | ⍴               | anderes Symbol                        | links nach rechts         | APL FUNCTIONAL SYMBOL RHO                                | APL-Funktionssymbol „Rho“                                                                     |
| U+2375 (9077) | ⍵               | anderes Symbol                        | links nach rechts         | APL FUNCTIONAL SYMBOL OMEGA                              | APL-Funktionssymbol „Omega“                                                                   |
| U+2376 (9078) | ⍶               | anderes Symbol                        | links nach rechts         | APL FUNCTIONAL SYMBOL ALPHA UNDERBAR                     | APL-Funktionssymbol „unterstrichenes Alpha“                                                   |
| U+2377 (9079) | ⍷               | anderes Symbol                        | links nach rechts         | APL FUNCTIONAL SYMBOL EPSILON UNDERBAR                   | APL-Funktionssymbol „unterstrichenes Epsilon“                                                 |
| U+2378 (9080) | ⍸               | anderes Symbol                        | links nach rechts         | APL FUNCTIONAL SYMBOL IOTA UNDERBAR                      | APL-Funktionssymbol „unterstrichenes Iota“                                                    |
| U+2379 (9081) | ⍹               | anderes Symbol                        | links nach rechts         | APL FUNCTIONAL SYMBOL OMEGA UNDERBAR                     | APL-Funktionssymbol „unterstrichenes Omega“                                                   |
| U+237A (9082) | ⍺               | anderes Symbol                        | links nach rechts         | APL FUNCTIONAL SYMBOL ALPHA                              | APL-Funktionssymbol Alpha                                                                     |
| U+237B (9083) | ⍻               | anderes Symbol                        | anderes neutrales Zeichen | NOT CHECK MARK                                           | Durchgestrichener Haken                                                                       |
| U+237C (9084) | ⍼               | mathematisches Symbol                 | anderes neutrales Zeichen | RIGHT ANGLE WITH DOWNWARDS ZIGZAG ARROW                  | Rechter Winkel mit Zickzackpfeil nach unten                                                   |
| U+237D (9085) | ⍽               | anderes Symbol                        | anderes neutrales Zeichen | SHOULDERED OPEN BOX                                      | Geschulterte offene Box                                                                       |
| U+237E (9086) | ⍾               | anderes Symbol                        | anderes neutrales Zeichen | BELL SYMBOL                                              | Klingelsymbol                                                                                 |
| U+237F (9087) | ⍿               | anderes Symbol                        | anderes neutrales Zeichen | VERTICAL LINE WITH MIDDLE DOT                            | Vertikale Linie mit Punkt in der Mitte                                                        |
| U+2380 (9088) | ⎀               | anderes Symbol                        | anderes neutrales Zeichen | INSERTION SYMBOL                                         | Einsetzungssymbol                                                                             |
| U+2381 (9089) | ⎁               | anderes Symbol                        | anderes neutrales Zeichen | CONTINUOUS UNDERLINE SYMBOL                              | Symbol für ununterbrochener Unterstrich                                                       |
| U+2382 (9090) | ⎂               | anderes Symbol                        | anderes neutrales Zeichen | DISCONTINUOUS UNDERLINE SYMBOL                           | Symbol für unterbrochener Unterstrich                                                         |
| U+2383 (9091) | ⎃               | anderes Symbol                        | anderes neutrales Zeichen | EMPHASIS SYMBOL                                          | Hervorhebungssymbol                                                                           |
| U+2384 (9092) | ⎄               | anderes Symbol                        | anderes neutrales Zeichen | COMPOSITION SYMBOL                                       | Zusammensetzungssymbol                                                                        |
| U+2385 (9093) | ⎅               | anderes Symbol                        | anderes neutrales Zeichen | WHITE SQUARE WITH CENTRE VERTICAL LINE                   | Weißer Kasten mit zentriertem vertikalen Strich                                               |
| U+2386 (9094) | ⎆               | anderes Symbol                        | anderes neutrales Zeichen | ENTER SYMBOL                                             | Enter-Taste                                                                                   |
| U+2387 (9095) | ⎇               | anderes Symbol                        | anderes neutrales Zeichen | ALTERNATIVE KEY SYMBOL                                   | Alternativtastensymbol                                                                        |
| U+2388 (9096) | ⎈               | anderes Symbol                        | anderes neutrales Zeichen | HELM SYMBOL                                              | Steuerrad                                                                                     |
| U+2389 (9097) | ⎉               | anderes Symbol                        | anderes neutrales Zeichen | CIRCLED HORIZONTAL BAR WITH NOTCH                        | Eingekreister horizontaler Strich mit Grube                                                   |
| U+238A (9098) | ⎊               | anderes Symbol                        | anderes neutrales Zeichen | CIRCLED TRIANGLE DOWN                                    | Eingekreistes Dreieck nach unten                                                              |
| U+238B (9099) | ⎋               | anderes Symbol                        | anderes neutrales Zeichen | BROKEN CIRCLE WITH NORTHWEST ARROW                       | Unterbrochener Kreis mit Pfeil nach Nordwest, Apple-Escape-Taste                              |
| U+238C (9100) | ⎌               | anderes Symbol                        | anderes neutrales Zeichen | UNDO SYMBOL                                              | Rückgängig-Symbol                                                                             |
| U+238D (9101) | ⎍               | anderes Symbol                        | anderes neutrales Zeichen | MONOSTABLE SYMBOL                                        | Monostabil-Symbol                                                                             |
| U+238E (9102) | ⎎               | anderes Symbol                        | anderes neutrales Zeichen | HYSTERESIS SYMBOL                                        | Hysterese-Symbol                                                                              |
| U+238F (9103) | ⎏               | anderes Symbol                        | anderes neutrales Zeichen | OPEN-CIRCUIT-OUTPUT H-TYPE SYMBOL                        | Offener Ausgang (H-Typ)                                                                       |
| U+2390 (9104) | ⎐               | anderes Symbol                        | anderes neutrales Zeichen | OPEN-CIRCUIT-OUTPUT L-TYPE SYMBOL                        | Offener Ausgang (L-Typ)                                                                       |
| U+2391 (9105) | ⎑               | anderes Symbol                        | anderes neutrales Zeichen | PASSIVE-PULL-DOWN-OUTPUT SYMBOL                          | Passiver Pulldown-Ausgang                                                                     |
| U+2392 (9106) | ⎒               | anderes Symbol                        | anderes neutrales Zeichen | PASSIVE-PULL-UP-OUTPUT SYMBOL                            | Passiver Pullup-Ausgang                                                                       |
| U+2393 (9107) | ⎓               | anderes Symbol                        | anderes neutrales Zeichen | DIRECT CURRENT SYMBOL FORM TWO                           | Gleichstromzeichen Form 2                                                                     |
| U+2394 (9108) | ⎔               | anderes Symbol                        | anderes neutrales Zeichen | SOFTWARE-FUNCTION SYMBOL                                 | Softwarefunktionssymbol                                                                       |
| U+2395 (9109) | ⎕               | anderes Symbol                        | links nach rechts         | APL FUNCTIONAL SYMBOL QUAD                               | APL-Funktionssymbol Viereck                                                                   |
| U+2396 (9110) | ⎖               | anderes Symbol                        | anderes neutrales Zeichen | DECIMAL SEPARATOR KEY SYMBOL                             | Dezimaltrennzeichen                                                                           |
| U+2397 (9111) | ⎗               | anderes Symbol                        | anderes neutrales Zeichen | PREVIOUS PAGE                                            | Vorherige Seite                                                                               |
| U+2398 (9112) | ⎘               | anderes Symbol                        | anderes neutrales Zeichen | NEXT PAGE                                                | Nächste Seite                                                                                 |
| U+2399 (9113) | ⎙               | anderes Symbol                        | anderes neutrales Zeichen | PRINT SCREEN SYMBOL                                      | Drucktaste                                                                                    |
| U+239A (9114) | ⎚               | anderes Symbol                        | anderes neutrales Zeichen | CLEAR SCREEN SYMBOL                                      | Bildschirmleerungssymbol                                                                      |
| U+239B (9115) | ⎛               | mathematisches Symbol                 | anderes neutrales Zeichen | LEFT PARENTHESIS UPPER HOOK                              | Oberer Teil einer linken Klammer                                                              |
| U+239C (9116) | ⎜               | mathematisches Symbol                 | anderes neutrales Zeichen | LEFT PARENTHESIS EXTENSION                               | Mittelteil einer linken Klammer                                                               |
| U+239D (9117) | ⎝               | mathematisches Symbol                 | anderes neutrales Zeichen | LEFT PARENTHESIS LOWER HOOK                              | Unterer Teil einer linken Klammer                                                             |
| U+239E (9118) | ⎞               | mathematisches Symbol                 | anderes neutrales Zeichen | RIGHT PARENTHESIS UPPER HOOK                             | Oberer Teil einer rechten Klammer                                                             |
| U+239F (9119) | ⎟               | mathematisches Symbol                 | anderes neutrales Zeichen | RIGHT PARENTHESIS EXTENSION                              | Mittelteil einer rechten Klammer                                                              |
| U+23A0 (9120) | ⎠               | mathematisches Symbol                 | anderes neutrales Zeichen | RIGHT PARENTHESIS LOWER HOOK                             | Unterer Teil einer rechten Klammer                                                            |
| U+23A1 (9121) | ⎡               | mathematisches Symbol                 | anderes neutrales Zeichen | LEFT SQUARE BRACKET UPPER CORNER                         | Oberer Teil einer linken eckigen Klammer                                                      |
| U+23A2 (9122) | ⎢               | mathematisches Symbol                 | anderes neutrales Zeichen | LEFT SQUARE BRACKET EXTENSION                            | Mittelteil einer linken eckigen Klammer                                                       |
| U+23A3 (9123) | ⎣               | mathematisches Symbol                 | anderes neutrales Zeichen | LEFT SQUARE BRACKET LOWER CORNER                         | Unterer Teil einer linken eckigen Klammer                                                     |
| U+23A4 (9124) | ⎤               | mathematisches Symbol                 | anderes neutrales Zeichen | RIGHT SQUARE BRACKET UPPER CORNER                        | Oberer Teil einer rechten eckigen Klammer                                                     |
| U+23A5 (9125) | ⎥               | mathematisches Symbol                 | anderes neutrales Zeichen | RIGHT SQUARE BRACKET EXTENSION                           | Mittelteil einer rechten eckigen Klammer                                                      |
| U+23A6 (9126) | ⎦               | mathematisches Symbol                 | anderes neutrales Zeichen | RIGHT SQUARE BRACKET LOWER CORNER                        | Unterer Teil einer rechten eckigen Klammer                                                    |
| U+23A7 (9127) | ⎧               | mathematisches Symbol                 | anderes neutrales Zeichen | LEFT CURLY BRACKET UPPER HOOK                            | Oberer Teil einer linken geschweiften Klammer                                                 |
| U+23A8 (9128) | ⎨               | mathematisches Symbol                 | anderes neutrales Zeichen | LEFT CURLY BRACKET MIDDLE PIECE                          | Mittelteil einer linken geschweiften Klammer                                                  |
| U+23A9 (9129) | ⎩               | mathematisches Symbol                 | anderes neutrales Zeichen | LEFT CURLY BRACKET LOWER HOOK                            | Unterer Teil einer linken geschweiften Klammer                                                |
| U+23AA (9130) | ⎪               | mathematisches Symbol                 | anderes neutrales Zeichen | CURLY BRACKET EXTENSION                                  | Zwischenteil einer geschweiften Klammer                                                       |
| U+23AB (9131) | ⎫               | mathematisches Symbol                 | anderes neutrales Zeichen | RIGHT CURLY BRACKET UPPER HOOK                           | Oberer Teil einer rechten geschweiften Klammer                                                |
| U+23AC (9132) | ⎬               | mathematisches Symbol                 | anderes neutrales Zeichen | RIGHT CURLY BRACKET MIDDLE PIECE                         | Mittelteil einer rechten geschweiften Klammer                                                 |
| U+23AD (9133) | ⎭               | mathematisches Symbol                 | anderes neutrales Zeichen | RIGHT CURLY BRACKET LOWER HOOK                           | Unterer Teil einer rechten geschweiften Klammer                                               |
| U+23AE (9134) | ⎮               | mathematisches Symbol                 | anderes neutrales Zeichen | INTEGRAL EXTENSION                                       | Mittelteil eines Integrals                                                                    |
| U+23AF (9135) | ⎯               | mathematisches Symbol                 | anderes neutrales Zeichen | HORIZONTAL LINE EXTENSION                                | Erweiterung einer Querlinie                                                                   |
| U+23B0 (9136) | ⎰               | mathematisches Symbol                 | anderes neutrales Zeichen | UPPER LEFT OR LOWER RIGHT CURLY BRACKET SECTION          | Oberer linker oder unterer rechter Teil einer geschweiften Klammer                            |
| U+23B1 (9137) | ⎱               | mathematisches Symbol                 | anderes neutrales Zeichen | UPPER RIGHT OR LOWER LEFT CURLY BRACKET SECTION          | Oberer rechter oder unterer linker Teil einer geschweiften Klammer                            |
| U+23B2 (9138) | ⎲               | mathematisches Symbol                 | anderes neutrales Zeichen | SUMMATION TOP                                            | Oberer Teil einer Summe                                                                       |
| U+23B3 (9139) | ⎳               | mathematisches Symbol                 | anderes neutrales Zeichen | SUMMATION BOTTOM                                         | Unterer Teil einer Summe                                                                      |
| U+23B4 (9140) | ⎴               | anderes Symbol                        | anderes neutrales Zeichen | TOP SQUARE BRACKET                                       | Obere eckige Klammer                                                                          |
| U+23B5 (9141) | ⎵               | anderes Symbol                        | anderes neutrales Zeichen | BOTTOM SQUARE BRACKET                                    | Untere eckige Klammer                                                                         |
| U+23B6 (9142) | ⎶               | anderes Symbol                        | anderes neutrales Zeichen | BOTTOM SQUARE BRACKET OVER TOP SQUARE BRACKET            | Untere eckige Klammer auf oberer eckiger Klammer                                              |
| U+23B7 (9143) | ⎷               | anderes Symbol                        | anderes neutrales Zeichen | RADICAL SYMBOL BOTTOM                                    | Unterer Teil des Radikalsymbols                                                               |
| U+23B8 (9144) | ⎸               | anderes Symbol                        | anderes neutrales Zeichen | LEFT VERTICAL BOX LINE                                   | Linke vertikale Boxlinie                                                                      |
| U+23B9 (9145) | ⎹               | anderes Symbol                        | anderes neutrales Zeichen | RIGHT VERTICAL BOX LINE                                  | Rechte vertikale Boxlinie                                                                     |
| U+23BA (9146) | ⎺               | anderes Symbol                        | anderes neutrales Zeichen | HORIZONTAL SCAN LINE-1                                   | Horizontale Rasterlinie-1                                                                     |
| U+23BB (9147) | ⎻               | anderes Symbol                        | anderes neutrales Zeichen | HORIZONTAL SCAN LINE-3                                   | Horizontale Rasterlinie-3                                                                     |
| U+23BC (9148) | ⎼               | anderes Symbol                        | anderes neutrales Zeichen | HORIZONTAL SCAN LINE-7                                   | Horizontale Rasterlinie-7                                                                     |
| U+23BD (9149) | ⎽               | anderes Symbol                        | anderes neutrales Zeichen | HORIZONTAL SCAN LINE-9                                   | Horizontale Rasterlinie-9                                                                     |
| U+23BE (9150) | ⎾               | anderes Symbol                        | anderes neutrales Zeichen | DENTISTRY SYMBOL LIGHT VERTICAL AND TOP RIGHT            | Zahnarztsymbol dünn "Senkrecht und oben rechts"                                               |
| U+23BF (9151) | ⎿               | anderes Symbol                        | anderes neutrales Zeichen | DENTISTRY SYMBOL LIGHT VERTICAL AND BOTTOM RIGHT         | Zahnarztsymbol dünn "Senkrecht und unten rechts"                                              |
| U+23C0 (9152) | ⏀               | anderes Symbol                        | anderes neutrales Zeichen | DENTISTRY SYMBOL LIGHT VERTICAL WITH CIRCLE              | Zahnarztsymbol dünn "Senkrecht mit Kreis"                                                     |
| U+23C1 (9153) | ⏁               | anderes Symbol                        | anderes neutrales Zeichen | DENTISTRY SYMBOL LIGHT DOWN AND HORIZONTAL WITH CIRCLE   | Zahnarztsymbol dünn "Unten und waagerecht mit Kreis"                                          |
| U+23C2 (9154) | ⏂               | anderes Symbol                        | anderes neutrales Zeichen | DENTISTRY SYMBOL LIGHT UP AND HORIZONTAL WITH CIRCLE     | Zahnarztsymbol dünn "Oben und waagerecht mit Kreis"                                           |
| U+23C3 (9155) | ⏃               | anderes Symbol                        | anderes neutrales Zeichen | DENTISTRY SYMBOL LIGHT VERTICAL WITH TRIANGLE            | Zahnarztsymbol dünn "Senkrecht mit Dreieck"                                                   |
| U+23C4 (9156) | ⏄               | anderes Symbol                        | anderes neutrales Zeichen | DENTISTRY SYMBOL LIGHT DOWN AND HORIZONTAL WITH TRIANGLE | Zahnarztsymbol dünn "Unten und waagerecht mit Dreieck"                                        |
| U+23C5 (9157) | ⏅               | anderes Symbol                        | anderes neutrales Zeichen | DENTISTRY SYMBOL LIGHT UP AND HORIZONTAL WITH TRIANGLE   | Zahnarztsymbol dünn "Oben und waagerecht mit Dreieck"                                         |
| U+23C6 (9158) | ⏆               | anderes Symbol                        | anderes neutrales Zeichen | DENTISTRY SYMBOL LIGHT VERTICAL AND WAVE                 | Zahnarztsymbol dünn "Senkrecht und Welle"                                                     |
| U+23C7 (9159) | ⏇               | anderes Symbol                        | anderes neutrales Zeichen | DENTISTRY SYMBOL LIGHT DOWN AND HORIZONTAL WITH WAVE     | Zahnarztsymbol dünn "Unten und waagerecht mit Welle"                                          |
| U+23C8 (9160) | ⏈               | anderes Symbol                        | anderes neutrales Zeichen | DENTISTRY SYMBOL LIGHT UP AND HORIZONTAL WITH WAVE       | Zahnarztsymbol dünn "Oben und waagerecht mit Welle"                                           |
| U+23C9 (9161) | ⏉               | anderes Symbol                        | anderes neutrales Zeichen | DENTISTRY SYMBOL LIGHT DOWN AND HORIZONTAL               | Zahnarztsymbol dünn "Unten und waagerecht"                                                    |
| U+23CA (9162) | ⏊               | anderes Symbol                        | anderes neutrales Zeichen | DENTISTRY SYMBOL LIGHT UP AND HORIZONTAL                 | Zahnarztsymbol dünn "Oben und waagerecht"                                                     |
| U+23CB (9163) | ⏋               | anderes Symbol                        | anderes neutrales Zeichen | DENTISTRY SYMBOL LIGHT VERTICAL AND TOP LEFT             | Zahnarztsymbol dünn "Senkrecht und oben links"                                                |
| U+23CC (9164) | ⏌               | anderes Symbol                        | anderes neutrales Zeichen | DENTISTRY SYMBOL LIGHT VERTICAL AND BOTTOM LEFT          | Zahnarztsymbol dünn "Senkrecht und unten links"                                               |
| U+23CD (9165) | ⏍               | anderes Symbol                        | anderes neutrales Zeichen | SQUARE FOOT                                              | Quadratfuß                                                                                    |
| U+23CE (9166) | ⏎               | anderes Symbol                        | anderes neutrales Zeichen | RETURN SYMBOL                                            | Returnsymbol                                                                                  |
| U+23CF (9167) | ⏏               | anderes Symbol                        | anderes neutrales Zeichen | EJECT SYMBOL                                             | Auswerfen-Symbol                                                                              |
| U+23D0 (9168) | ⏐               | anderes Symbol                        | anderes neutrales Zeichen | VERTICAL LINE EXTENSION                                  | Erweiterung einer vertikalen Linie                                                            |
| U+23D1 (9169) | ⏑               | anderes Symbol                        | anderes neutrales Zeichen | METRICAL BREVE                                           | Metrisches Breve (Kürze)                                                                      |
| U+23D2 (9170) | ⏒               | anderes Symbol                        | anderes neutrales Zeichen | METRICAL LONG OVER SHORT                                 | Metrisch lang über kurz                                                                       |
| U+23D3 (9171) | ⏓               | anderes Symbol                        | anderes neutrales Zeichen | METRICAL SHORT OVER LONG                                 | Metrisch kurz über lang                                                                       |
| U+23D4 (9172) | ⏔               | anderes Symbol                        | anderes neutrales Zeichen | METRICAL LONG OVER TWO SHORTS                            | Metrisch lang über zweimal kurz                                                               |
| U+23D5 (9173) | ⏕               | anderes Symbol                        | anderes neutrales Zeichen | METRICAL TWO SHORTS OVER LONG                            | Metrisch zweimal kurz über lang                                                               |
| U+23D6 (9174) | ⏖               | anderes Symbol                        | anderes neutrales Zeichen | METRICAL TWO SHORTS JOINED                               | Metrisch zweimal kurz zusammen                                                                |
| U+23D7 (9175) | ⏗               | anderes Symbol                        | anderes neutrales Zeichen | METRICAL TRISEME                                         | Metrische Triseme                                                                             |
| U+23D8 (9176) | ⏘               | anderes Symbol                        | anderes neutrales Zeichen | METRICAL TETRASEME                                       | Metrische Tetraseme                                                                           |
| U+23D9 (9177) | ⏙               | anderes Symbol                        | anderes neutrales Zeichen | METRICAL PENTASEME                                       | Metrische Pentaseme                                                                           |
| U+23DA (9178) | ⏚               | anderes Symbol                        | anderes neutrales Zeichen | EARTH GROUND                                             | Erdung                                                                                        |
| U+23DB (9179) | ⏛               | anderes Symbol                        | anderes neutrales Zeichen | FUSE                                                     | Sicherung                                                                                     |
| U+23DC (9180) | ⏜               | mathematisches Symbol                 | anderes neutrales Zeichen | TOP PARENTHESIS                                          | Obere Klammer                                                                                 |
| U+23DD (9181) | ⏝               | mathematisches Symbol                 | anderes neutrales Zeichen | BOTTOM PARENTHESIS                                       | Untere Klammer                                                                                |
| U+23DE (9182) | ⏞               | mathematisches Symbol                 | anderes neutrales Zeichen | TOP CURLY BRACKET                                        | Obere geschweifte Klammer                                                                     |
| U+23DF (9183) | ⏟               | mathematisches Symbol                 | anderes neutrales Zeichen | BOTTOM CURLY BRACKET                                     | Untere geschweifte Klammer                                                                    |
| U+23E0 (9184) | ⏠               | mathematisches Symbol                 | anderes neutrales Zeichen | TOP TORTOISE SHELL BRACKET                               | Obere eckige Klammer                                                                          |
| U+23E1 (9185) | ⏡               | mathematisches Symbol                 | anderes neutrales Zeichen | BOTTOM TORTOISE SHELL BRACKET                            | Untere eckige Klammer                                                                         |
| U+23E2 (9186) | ⏢               | anderes Symbol                        | anderes neutrales Zeichen | WHITE TRAPEZIUM                                          | Weißes Trapez                                                                                 |
| U+23E3 (9187) | ⏣               | anderes Symbol                        | anderes neutrales Zeichen | BENZENE RING WITH CIRCLE                                 | Benzolring mit Kreis                                                                          |
| U+23E4 (9188) | ⏤               | anderes Symbol                        | anderes neutrales Zeichen | STRAIGHTNESS                                             | Geradheit                                                                                     |
| U+23E5 (9189) | ⏥               | anderes Symbol                        | anderes neutrales Zeichen | FLATNESS                                                 | Ebenheit                                                                                      |
| U+23E6 (9190) | ⏦               | anderes Symbol                        | anderes neutrales Zeichen | AC CURRENT                                               | Wechselstrom                                                                                  |
| U+23E7 (9191) | ⏧               | anderes Symbol                        | anderes neutrales Zeichen | ELECTRICAL INTERSECTION                                  | Elektrische Kreuzung                                                                          |
| U+23E8 (9192) | ⏨               | anderes Symbol                        | anderes neutrales Zeichen | DECIMAL EXPONENT SYMBOL                                  | Basiszehn                                                                                     |
| U+23E9 (9193) | ⏩              | anderes Symbol                        | anderes neutrales Zeichen | BLACK RIGHT-POINTING DOUBLE TRIANGLE                     | Schwarzes rechtsweisendes Doppeldreieck ("Vorspulen")                                         |
| U+23EA (9194) | ⏪              | anderes Symbol                        | anderes neutrales Zeichen | BLACK LEFT-POINTING DOUBLE TRIANGLE                      | Schwarzes linksweisendes Doppeldreieck ("Zurückspulen")                                       |
| U+23EB (9195) | ⏫              | anderes Symbol                        | anderes neutrales Zeichen | BLACK UP-POINTING DOUBLE TRIANGLE                        | Schwarzes hinaufweisendes Doppeldreieck                                                       |
| U+23EC (9196) | ⏬              | anderes Symbol                        | anderes neutrales Zeichen | BLACK DOWN-POINTING DOUBLE TRIANGLE                      | Schwarzes hinabweisendes Doppeldreieck                                                        |
| U+23ED (9197) | ⏭               | anderes Symbol                        | anderes neutrales Zeichen | BLACK RIGHT-POINTING DOUBLE TRIANGLE WITH VERTICAL BAR   | Schwarzes rechtsweisendes Doppeldreieck mit Vertikalstrich ("Nächster Track")                 |
| U+23EE (9198) | ⏮               | anderes Symbol                        | anderes neutrales Zeichen | BLACK LEFT-POINTING DOUBLE TRIANGLE WITH VERTICAL BAR    | Schwarzes linksweisendes Doppeldreieck mit Vertikalstrich ("Vorheriger Track")                |
| U+23EF (9199) | ⏯               | anderes Symbol                        | anderes neutrales Zeichen | BLACK RIGHT-POINTING TRIANGLE WITH DOUBLE VERTICAL BAR   | Schwarzes rechtsweisendes Doppeldreieck mit doppeltem Vertikalstrich ("Abspielen oder Pause") |
| U+23F0 (9200) | ⏰              | anderes Symbol                        | anderes neutrales Zeichen | ALARM CLOCK                                              | Wecker                                                                                        |
| U+23F1 (9201) | ⏱               | anderes Symbol                        | anderes neutrales Zeichen | STOPWATCH                                                | Stoppuhr                                                                                      |
| U+23F2 (9202) | ⏲               | anderes Symbol                        | anderes neutrales Zeichen | TIMER CLOCK                                              | Tischuhr                                                                                      |
| U+23F3 (9203) | ⏳              | anderes Symbol                        | anderes neutrales Zeichen | HOURGLASS WITH FLOWING SAND                              | Fließende Sanduhr                                                                             |
| U+23F4 (9204) | ⏴               | anderes Symbol                        | anderes neutrales Zeichen | BLACK MEDIUM LEFT-POINTING TRIANGLE                      | Schwarzes mittleres linksweisendes Dreieck ("rückwärts")                                      |
| U+23F5 (9205) | ⏵               | anderes Symbol                        | anderes neutrales Zeichen | BLACK MEDIUM RIGHT-POINTING TRIANGLE                     | Schwarzes mittleres rechtsweisendes Dreieck ("Abspielen")                                     |
| U+23F6 (9206) | ⏶               | anderes Symbol                        | anderes neutrales Zeichen | BLACK MEDIUM UP-POINTING TRIANGLE                        | Schwarzes mittleres hinaufweisendes Dreieck                                                   |
| U+23F7 (9207) | ⏷               | anderes Symbol                        | anderes neutrales Zeichen | BLACK MEDIUM DOWN-POINTING TRIANGLE                      | Schwarzes mittleres hinabweisendes Dreieck                                                    |
| U+23F8 (9208) | ⏸               | anderes Symbol                        | anderes neutrales Zeichen | DOUBLE VERTICAL BAR                                      | Doppelter senkrechter Strich ("Pause")                                                        |
| U+23F9 (9209) | ⏹               | anderes Symbol                        | anderes neutrales Zeichen | BLACK SQUARE FOR STOP                                    | Schwarzes Quadrat für "Stop"                                                                  |
| U+23FA (9210) | ⏺               | anderes Symbol                        | anderes neutrales Zeichen | BLACK CIRCLE FOR RECORD                                  | Schwarzer Kreis für "Aufnahme"                                                                |
| U+23FB (9211) | ⏻               | anderes Symbol                        | anderes neutrales Zeichen | POWER SYMBOL                                             | Powersymbol                                                                                   |
| U+23FC (9212) | ⏼               | anderes Symbol                        | anderes neutrales Zeichen | POWER ON-OFF SYMBOL                                      | Powersymbol an-aus                                                                            |
| U+23FD (9213) | ⏽               | anderes Symbol                        | anderes neutrales Zeichen | POWER ON SYMBOL                                          | Powersymbol an                                                                                |
| U+23FE (9214) | ⏾               | anderes Symbol                        | anderes neutrales Zeichen | POWER SLEEP SYMBOL                                       | Powersymbol Schlafmodus                                                                       |
| U+23FF (9215) | ⏿               | anderes Symbol                        | anderes neutrales Zeichen | OBSERVER EYE SYMBOL                                      | Beobachteraugensymbol                                                                         |